# Mistrzostwa Albanii w piłce siatkowej mężczyzn (2023/2024)
Superliga Mistrzostw Krajowych w piłce siatkowej mężczyzn 2023/2024 (alb. Superliga së Kampionatit Kombëtar të Volejbollit për Meshkuj 2023/2024) – 78. sezon mistrzostw Albanii w piłce siatkowej zorganizowany przez Albański Związek Piłki Siatkowej (Federata Shqiptare e Volejbollit, FSHV). Zainaugurowany został 15 września 2023 roku i trwał do 4 maja 2024 roku.
W Superlidze uczestniczyło 8 drużyn. Rozgrywki składały się z fazy zasadniczej oraz fazy play-off. W fazie zasadniczej zespoły rozegrały między sobą po dwa spotkania. Faza play-off obejmowała ćwierćfinały, półfinały i finały.
Po raz szesnasty mistrzem Albanii został Partizani Tirana, który w finałach fazy play-off pokonał klub Tirana.

## System rozgrywek
Albańska Superliga w sezonie 2023/2024 składała się z fazy zasadniczej oraz fazy play-off.

### Faza zasadnicza
W fazie zasadniczej 8 drużyn rozegrało między sobą po dwa spotkania systemem kołowym (mecz u siebie i rewanż na wyjeździe). Dwie najlepsze drużyny automatycznie awansowały do półfinałów fazy play-off, te z miejsc 3-6 rywalizowały w ćwierćfinałach fazy play-off, natomiast pozostałe zespoły zakończyły udział w rozgrywkach.

### Faza play-off
Faza play-off składała się z ćwierćfinałów, półfinałów i finałów.
Ćwierćfinały

W ćwierćfinałach uczestniczyły drużyny, które w fazie zasadniczej zajęły miejsca 3-6. Pary utworzone zostały według klucza: 3-6; 4-5.
Rywalizacja toczyła się do dwóch zwycięstw ze zmianą gospodarza po każdym meczu. Gospodarzami pierwszych spotkań były zespoły, które w fazie zasadniczej zajęły wyższe miejsce. Zwycięzcy w poszczególnych parach awansowali do półfinałów.
Półfinały

Pary półfinałowe utworzone zostały według klucza:
- para 1: 1. miejsce w fazie zasadniczej – zwycięzca w ćwierćfinałowej parze 4-5;
- para 2: 2. miejsce w fazie zasadniczej – zwycięzca w ćwierćfinałowej parze 3-6.

Rywalizacja toczyła się do dwóch zwycięstw ze zmianą gospodarza po każdym meczu. Gospodarzami pierwszych spotkań były zespoły, które w fazie zasadniczej zajęły wyższe miejsce. Zwycięzcy w poszczególnych parach awansowali do finałów.
Finały

W finałach fazy play-off rywalizacja toczyła się do trzech zwycięstw ze zmianą gospodarza po każdym meczu. Gospodarzem pierwszego spotkania był zespół, który w fazie zasadniczej zajął wyższe miejsce.

## Drużyny uczestniczące
W albańskiej Superlidze w sezonie 2023/2024 uczestniczyło 8 drużyn. W porównaniu z poprzednim sezonem żaden zespół nie dołączył do rozgrywek.
| Superliga 2023/2024 | Superliga 2023/2024 | Superliga 2023/2024 |                  |
| --- | ------------------- | ------------------- | ---------------- |
| Tirana | 3                   | mistrzostwo         | Puchar Challenge |
| Partizani Tirana | 1                   | finał               |                  |
| Erzeni | 2                   | półfinał            |                  |
| Vllaznia Szkodra | 5                   | półfinał            |                  |
| Skënderbeu Korcza | 4                   | ćwierćfinał         |                  |
| Studenti Tirana | 6                   | ćwierćfinał         |                  |
| Teuta Durrës | 7                   | —                   |                  |
| Elbasani | 8                   | —                   |                  |
| Oznaczenia: - kolumna druga – miejsce zajęte przez daną drużynę w poprzednim sezonie w fazie zasadniczej, - kolumna trzecia – osiągnięcie danej drużyny w fazie play-off. |                     |                     |                  |

## Hale sportowe
| Drużyna           | Hala sportowa                                | Miejscowość | *     |
| ----------------- | -------------------------------------------- | ----------- | ----- |
| Elbasani          | Pallati i sportit "Tomorr Sinani"            | Elbasan     |       |
| Erzeni            | Pallati i sportit "Dhimitraq Goga"           | Xhafzotaj   |       |
| Partizani Tirana  | Pallati i sportit "Asllan Rusi"              | Tirana      | [ a ] |
| Partizani Tirana  | Palestra në Shkollën 9-vjeçare Farkë e Vogël | Tirana      | [ a ] |
| Skënderbeu Korcza | Pallati i sportit "Tamara Nikolla"           | Korcza      |       |
| Studenti Tirana   | Pallati i sportit "Asllan Rusi"              | Tirana      | [ b ] |
| Studenti Tirana   | Palestra në Shkollën 9-vjeçare Farkë e Vogël | Tirana      | [ b ] |
| Teuta Durrës      | Pallati i sportit "Ramazan Njala"            | Durrës      |       |
| Tirana            | Pallati i sportit "Farie Hoti"               | Tirana      | [ c ] |
| Tirana            | Parku Olimpik "Feti Borova"                  | Tirana      | [ c ] |
| Tirana            | Palestra në Shkollën 9-vjeçare Farkë e Vogël | Tirana      | [ c ] |
| Vllaznia Szkodra  | Pallati i sportit "Qazim Dërvishi"           | Szkodra     |       |
| Źródło:           |                                              |             |       |

## Trenerzy
| Drużyna           | Trener          | Asystent trenera | *      |
| ----------------- | --------------- | ---------------- | ------ |
| Elbasani          | Fisnik Lushjani | —                | [ 4 ]  |
| Erzeni            | Ilia Koja       | Reinard Kasëmaj  | [ 5 ]  |
| Partizani Tirana  | Ylli Tomorri    | Elton Tukseferi  | [ 6 ]  |
| Skënderbeu Korcza | Arben Prifti    | —                | [ 7 ]  |
| Studenti Tirana   | Fatmir Myrta    | —                | [ 8 ]  |
| Teuta Durrës      | Mirion Vllamasi | Kujtim Vllamasi  | [ 9 ]  |
| Tirana            | Arben Sako      | —                | [ 10 ] |
| Vllaznia Szkodra  | Artan Kalaja    | Ermal Kraja      | [ 11 ] |

### Zmiany trenerów
| Przed sezonem   |                            |                            |
| Klub            | Trener w sezonie 2022/2023 | Trener w sezonie 2023/2024 |
| Erzeni          | Parit Uruçi                | Ilia Koja                  |
| Studenti Tirana | Reinard Kasëmaj            | Fatmir Myrta               |

## Faza zasadnicza

### Tabela wyników
| Gospodarz \ Gość1 | TIR | PTI | ERZ | VLL | SKË | STU | TEU | ELB |
| ----------------- | --- | --- | --- | --- | --- | --- | --- | --- |
| Tirana            | -   | 0:3 | 3:0 | 3:1 | 3:0 | 3:2 | 3:0 | 3:1 |
| Partizani Tirana  | 3:0 | -   | 3:0 | 3:0 | 3:0 | 3:0 | 3:0 | 3:0 |
| Erzeni            | 3:1 | 2:3 | -   | 3:1 | 3:0 | 3:0 | 3:0 | 3:1 |
| Vllaznia Szkodra  | 3:1 | 1:3 | 3:1 | -   | 3:0 | 3:0 | 3:1 | 3:1 |
| Skënderbeu Korcza | 0:3 | 1:3 | 0:3 | 1:3 | -   | 2:3 | 3:0 | 3:0 |
| Studenti Tirana   | 3:2 | 0:3 | 1:3 | 3:0 | 3:1 | -   | 3:0 | 3:0 |
| Teuta Durrës      | 0:3 | 0:3 | 0:3 | 0:3 | 1:3 | 0:3 | -   | 2:3 |
| Elbasani          | 0:3 | 0:3 | 0:3 | 2:3 | 3:1 | 0:3 | 3:0 | -   |

Źródło: 
1 Drużyna gospodarzy jest wymieniona po lewej stronie tabeli.
Kolory:
  zwycięstwo gospodarzy 3:0 lub 3:1
  zwycięstwo gospodarzy 3:2
  zwycięstwo gości 3:0 lub 3:1
  zwycięstwo gości 3:2

### Terminarz i wyniki spotkań
| Data                                                            | Godz. | Gospodarz         | Rezultat                                | Gość              | Widzów |
| --------------------------------------------------------------- | ----- | ----------------- | --------------------------------------- | ----------------- | ------ |
| 1. KOLEJKA                                                      |       |                   |                                         |                   |        |
| 15.09.2023                                                      | 17:00 | Elbasani          | 0:3 (26:28, 14:25, 21:25)               | Studenti Tirana   | 20     |
| 15.09.2023                                                      | 18:00 | Teuta Durrës      | 0:3 (15:25, 13:25, 15:25)               | Partizani Tirana  | bd.    |
| 16.09.2023                                                      | 15:00 | Skënderbeu Korcza | 1:3 (18:25, 20:25, 25:19, 23:25)        | Vllaznia Szkodra  | 200    |
| 16.09.2023                                                      | 19:00 | Erzeni            | 3:1 (25:13, 25:22, 22:25, 25:20)        | Tirana            | 50     |
| 2. KOLEJKA                                                      |       |                   |                                         |                   |        |
| 22.09.2023                                                      | 18:00 | Vllaznia Szkodra  | 3:0 (25:16, 27:25, 25:20)               | Studenti Tirana   | 123    |
| 23.09.2023                                                      | 15:00 | Skënderbeu Korcza | 0:3 (24:26, 21:25, 24:26)               | Erzeni            | 200    |
| 23.09.2023                                                      | 17:00 | Partizani Tirana  | 3:0 (25:15, 25:13, 25:15)               | Elbasani          | bd.    |
| 23.09.2023                                                      | 19:00 | Tirana            | 3:0 (25:17, 25:12, 25:13)               | Teuta Durrës      | bd.    |
| 3. KOLEJKA                                                      |       |                   |                                         |                   |        |
| 29.09.2023                                                      | 17:00 | Elbasani          | 0:3 (17:25, 19:25, 16:25)               | Tirana            | 20     |
| 30.09.2023                                                      | 19:00 | Erzeni            | 3:1 (25:16, 23:25, 25:15, 25:17)        | Vllaznia Szkodra  | 50     |
| 29.09.2023                                                      | 19:00 | Studenti Tirana   | 0:3 (11:25, 16:25, 16:25)               | Partizani Tirana  | bd.    |
| 30.09.2023                                                      | 15:00 | Skënderbeu Korcza | 3:0 (25:11, 25:15, 25:14)               | Teuta Durrës      | 500    |
| 4. KOLEJKA                                                      |       |                   |                                         |                   |        |
| 6.10.2023                                                       | 18:00 | Vllaznia Szkodra  | 1:3 (20:25, 25:21, 15:25, 18:25)        | Partizani Tirana  | 187    |
| 6.10.2023                                                       | 19:00 | Tirana            | 3:2 (21:25, 17:25, 27:25, 25:21, 15:12) | Studenti Tirana   | bd.    |
| 7.10.2023                                                       | 15:00 | Skënderbeu Korcza | 3:0 (25:14, 25:20, 25:20)               | Elbasani          | 400    |
| 7.10.2023                                                       | 18:00 | Erzeni            | 3:0 (25:15, 25:15, 26:24)               | Teuta Durrës      | 50     |
| 5. KOLEJKA                                                      |       |                   |                                         |                   |        |
| 13.10.2023                                                      | 17:00 | Elbasani          | 0:3 (13:25, 21:25, 23:25)               | Erzeni            | bd.    |
| 13.10.2023                                                      | 18:00 | Teuta Durrës      | 0:3 (13:25, 11:25, 12:25)               | Vllaznia Szkodra  | 40     |
| 14.10.2023                                                      | 17:00 | Studenti Tirana   | 3:1 (25:22, 25:23, 21:25, 25:15)        | Skënderbeu Korcza | bd.    |
| 14.10.2023                                                      | 19:00 | Partizani Tirana  | 3:0 (25:20, 25:8, 30:28)                | Tirana            | bd.    |
| 6. KOLEJKA                                                      |       |                   |                                         |                   |        |
| 20.10.2023                                                      | 18:00 | Vllaznia Szkodra  | 3:1 (25:21, 18:25, 25:16, 25:23)        | Tirana            | 153    |
| 20.10.2023                                                      | 18:00 | Teuta Durrës      | 2:3 (24:26, 25:19, 20:25, 26:24, 11:15) | Elbasani          | 30     |
| 21.10.2023                                                      | 17:00 | Skënderbeu Korcza | 1:3 (16:25, 21:25, 26:24, 20:25)        | Partizani Tirana  | 300    |
| 21.10.2023                                                      | 18:00 | Erzeni            | 3:0 (25:20, 25:23, 26:24)               | Studenti Tirana   | 60     |
| 7. KOLEJKA                                                      |       |                   |                                         |                   |        |
| 27.10.2023                                                      | 20:00 | Studenti Tirana   | 3:0 (25:15, 25:14, 25:17)               | Teuta Durrës      | bd.    |
| 28.10.2023                                                      | 15:00 | Tirana            | 3:0 (25:20, 25:13, 25:22)               | Skënderbeu Korcza | bd.    |
| 28.10.2023                                                      | 17:00 | Elbasani          | 2:3 (17:25, 22:25, 26:24, 27:25, 13:15) | Vllaznia Szkodra  | bd.    |
| 28.10.2023                                                      | 17:00 | Partizani Tirana  | 3:0 (25:17, 25:18, 25:20)               | Erzeni            | bd.    |
| 8. KOLEJKA                                                      |       |                   |                                         |                   |        |
| 2.02.2024                                                       | 20:00 | Studenti Tirana   | 3:0 (25:16, 25:21, 25:15)               | Elbasani          | bd.    |
| 7.02.2024                                                       | 18:00 | Partizani Tirana  | 3:0 (25:19, 25:23, 25:18)               | Teuta Durrës      | bd.    |
| 7.02.2024                                                       | 19:00 | Tirana            | 3:0 (27:25, 25:21, 25:22)               | Erzeni            | bd.    |
| 14.02.2024                                                      | 12:00 | Vllaznia Szkodra  | 3:0 (25:19, 25:23, 25:18)               | Skënderbeu Korcza | 154    |
| 9. KOLEJKA                                                      |       |                   |                                         |                   |        |
| 9.02.2024                                                       | 17:00 | Elbasani          | 0:3 (21:25, 17:25, 16:25)               | Partizani Tirana  | bd.    |
| 9.02.2024                                                       | 18:00 | Teuta Durrës      | 0:3 (15:25, 16:25, 21:25)               | Tirana            | bd.    |
| 10.02.2024                                                      | 15:00 | Erzeni            | 3:0 (25:20, 25:20, 25:21)               | Skënderbeu Korcza | 35     |
| 10.02.2024                                                      | 19:00 | Studenti Tirana   | 3:0 (25:16, 25:18, 25:16)               | Vllaznia Szkodra  | bd.    |
| 10. KOLEJKA                                                     |       |                   |                                         |                   |        |
| 16.02.2024                                                      | 17:00 | Partizani Tirana  | 3:0 (25:14, 25:15, 25:23)               | Studenti Tirana   | bd.    |
| 16.02.2024                                                      | 18:00 | Vllaznia Szkodra  | 3:1 (22:25, 25:18, 25:21, 25:21)        | Erzeni            | 123    |
| 17.02.2024                                                      | 16:00 | Teuta Durrës      | 1:3 (15:25, 22:25, 25:16, 14:25)        | Skënderbeu Korcza | 35     |
| 17.02.2024                                                      | 19:00 | Tirana            | 3:1 (22:25, 25:16, 25:12, 25:14)        | Elbasani          | bd.    |
| 11. KOLEJKA                                                     |       |                   |                                         |                   |        |
| 23.02.2024                                                      | 17:00 | Elbasani          | 3:1 (19:25, 26:24, 25:23, 25:4)         | Skënderbeu Korcza | bd.    |
| 23.02.2024                                                      | 21:00 | Studenti Tirana   | 3:2 (25:20, 21:25, 29:27, 14:25, 15:11) | Tirana            | bd.    |
| 24.02.2024                                                      | 17:00 | Teuta Durrës      | 0:3 (16:25, 19:25, 21:25)               | Erzeni            | 40     |
| 9.03.2024                                                       | 17:00 | Partizani Tirana  | 3:0 (25:21, 25:14, 25:14)               | Vllaznia Szkodra  | bd.    |
| 12. KOLEJKA                                                     |       |                   |                                         |                   |        |
| 15.03.2024                                                      | 18:00 | Vllaznia Szkodra  | 3:1 (25:14, 17:25, 25:11, 25:13)        | Teuta Durrës      | 243    |
| 15.03.2024                                                      | 18:00 | Erzeni            | 3:1 (25:17, 25:17, 23:25, 25:13)        | Elbasani          | bd.    |
| 16.03.2024                                                      | 15:00 | Skënderbeu Korcza | 2:3 (12:25, 14:25, 25:23, 25:20, 12:15) | Studenti Tirana   | 100    |
| 20.03.2024                                                      | 19:00 | Tirana            | 0:3 (22:25, 17:25, 22:25)               | Partizani Tirana  | bd.    |
| 13. KOLEJKA                                                     |       |                   |                                         |                   |        |
| 22.03.2024                                                      | 13:00 | Partizani Tirana  | 3:0 (25:11, 25:18, 25:16)               | Skënderbeu Korcza | bd.    |
| 22.03.2024                                                      | 17:00 | Elbasani          | 3:0 (25:15, 25:19, 25:15)               | Teuta Durrës      | bd.    |
| 23.03.2024                                                      | 18:00 | Studenti Tirana   | 1:3 (23:25, 25:22, 22:25, 15:25)        | Erzeni            | bd.    |
| 23.03.2024                                                      | 19:00 | Tirana            | 3:1 (25:20, 25:20, 18:25, 25:19)        | Vllaznia Szkodra  | bd.    |
| 14. KOLEJKA                                                     |       |                   |                                         |                   |        |
| 28.03.2024                                                      | 18:00 | Vllaznia Szkodra  | 3:1 (25:16, 20:25, 25:14, 25:15)        | Elbasani          | 132    |
| 29.03.2024                                                      | 18:00 | Teuta Durrës      | 0:3 (13:25, 19:25, 24:26)               | Studenti Tirana   | bd.    |
| 30.03.2024                                                      | 15:00 | Skënderbeu Korcza | 0:3 (30:32, 22:25, 17:25)               | Tirana            | 100    |
| 30.09.2024                                                      | 19:00 | Erzeni            | 2:3 (16:25, 19:25, 25:21, 25:23, 10:15) | Partizani Tirana  | 50     |
| Wszystkie godziny według czasu lokalnego (UTC+1/UTC+2). Źródło: |       |                   |                                         |                   |        |

### Tabela
| Lp.                                                             | Drużyna           | Pkt | Mecze | Mecze | Mecze | Rodzaj wyniku | Rodzaj wyniku | Rodzaj wyniku | Rodzaj wyniku | Rodzaj wyniku | Rodzaj wyniku | Sety | Sety | Sety  | Małe punkty | Małe punkty | Małe punkty |
| Lp.                                                             | Drużyna           | Pkt | M     | W     | P     | 3:0           | 3:1           | 3:2           | 2:3           | 1:3           | 0:3           | wyg. | prz. | stos. | zdob.       | str.        | stos.       |
| --------------------------------------------------------------- | ----------------- | --- | ----- | ----- | ----- | ------------- | ------------- | ------------- | ------------- | ------------- | ------------- | ---- | ---- | ----- | ----------- | ----------- | ----------- |
| 1                                                               | Partizani Tirana  | 41  | 14    | 14    | 0     | 11            | 2             | 1             | 0             | 0             | 0             | 42   | 4    | 10.5  | 1134        | 817         | 1.388       |
| 2                                                               | Erzeni            | 31  | 14    | 10    | 4     | 6             | 4             | 0             | 1             | 1             | 2             | 33   | 16   | 2.063 | 1147        | 1032        | 1.111       |
| 3                                                               | Tirana            | 27  | 14    | 9     | 5     | 6             | 2             | 1             | 1             | 2             | 2             | 31   | 19   | 1.632 | 1144        | 1046        | 1.094       |
| 4                                                               | Vllaznia Szkodra  | 26  | 14    | 9     | 5     | 3             | 5             | 1             | 0             | 3             | 2             | 30   | 22   | 1.364 | 1146        | 1088        | 1.053       |
| 5                                                               | Studenti Tirana   | 23  | 14    | 8     | 6     | 5             | 1             | 2             | 1             | 1             | 4             | 27   | 23   | 1.174 | 1103        | 1051        | 1.049       |
| 6                                                               | Skënderbeu Korcza | 10  | 14    | 3     | 11    | 2             | 1             | 0             | 1             | 4             | 6             | 15   | 34   | 0.441 | 1018        | 1121        | 0.908       |
| 7                                                               | Elbasani          | 9   | 14    | 3     | 11    | 1             | 1             | 1             | 1             | 3             | 7             | 14   | 36   | 0.389 | 966         | 1163        | 0.831       |
| 8                                                               | Teuta Durrës      | 1   | 14    | 0     | 14    | 0             | 0             | 0             | 1             | 2             | 11            | 4    | 42   | 0.095 | 779         | 1119        | 0.696       |
| Legenda: faza play-off – półfinały faza play-off – ćwierćfinały |                   |     |       |       |       |               |               |               |               |               |               |      |      |       |             |             |             |

Źródło: 
Punktacja: 3:0 i 3:1 – 3 pkt; 3:2 – 2 pkt; 2:3 – 1 pkt; 1:3 i 0:3 – 0 pkt
Zasady ustalania kolejności: 1. liczba punktów; 2. liczba zwycięstw; 3. stosunek setów; 4. stosunek małych punktów; 5. bilans w bezpośrednich meczach

## Faza play-off

### Drabinka
|  |              |                   |              |                  |              |   |   |           |                  |           |           |           |   |   |        |        |        |        |        |        |        |
|  | Ćwierćfinały | Ćwierćfinały      | Ćwierćfinały | Ćwierćfinały     | Ćwierćfinały |   |   | Półfinały | Półfinały        | Półfinały | Półfinały | Półfinały |   |   | Finały | Finały | Finały | Finały | Finały | Finały | Finały |
|  | Ćwierćfinały | Ćwierćfinały      | Ćwierćfinały | Ćwierćfinały     | Ćwierćfinały |   |   | Półfinały | Półfinały        | Półfinały | Półfinały | Półfinały |   |   | Finały | Finały | Finały | Finały | Finały | Finały | Finały |
|  |              |                   |              |                  |              |   |   |           |                  |           |           |           |   |   |        |        |        |        |        |        |        |
|  |              |                   |              |                  |              |   |   |           |                  |           |           |           |   |   |        |        |        |        |        |        |        |
|  |              |                   |              |                  |              |   |   |           |                  |           |           |           |   |   |        |        |        |        |        |        |        |
|  |              |                   |              |                  |              |   |   |           |                  |           |           |           |   |   |        |        |        |        |        |        |        |
|  |              |                   |              |                  |              |   |   |           |                  |           |           |           |   |   |        |        |        |        |        |        |        |
|  | 1            | Partizani Tirana  | 3            | 3                |              |   |   |           |                  |           |           |           |   |   |        |        |        |        |        |        |        |
|  | 1            | Partizani Tirana  | 3            | 3                |              |   |   |           |                  |           |           |           |   |   |        |        |        |        |        |        |        |
|  |              |                   | 4            | Vllaznia Szkodra | 0            | 1 |   |           |                  |           |           |           |   |   |        |        |        |        |        |        |        |
|  | 4            | Vllaznia Szkodra  | 4            | Vllaznia Szkodra | 0            | 1 | 3 | 1         | 3                |           |           |           |   |   |        |        |        |        |        |        |        |
|  | 4            | Vllaznia Szkodra  |              |                  |              |   |   |           |                  |           |           |           |   |   |        |        |        |        |        |        |        |
|  | 5            | Studenti Tirana   | 2            | 3                | 0            |   |   |           |                  |           |           |           |   |   |        |        |        |        |        |        |        |
|  | 5            | Studenti Tirana   | 2            | 3                | 0            |   |   | 1         | Partizani Tirana | 1         | 2         | 3         | 3 | 3 |        |        |        |        |        |        |        |
|  |              |                   |              |                  |              |   |   |           |                  |           |           |           | 3 | 3 |        |        |        |        |        |        |        |
|  |              |                   | 3            | Tirana           | 3            | 3 | 2 | 0         | 1                |           |           |           |   |   |        |        |        |        |        |        |        |
|  |              |                   |              |                  |              | 3 | 2 | 0         | 1                |           |           |           |   |   |        |        |        |        |        |        |        |
|  |              |                   |              |                  |              |   |   |           |                  |           |           |           |   |   |        |        |        |        |        |        |        |
|  |              |                   |              |                  |              |   |   |           |                  |           |           |           |   |   |        |        |        |        |        |        |        |
|  | 2            | Erzeni            | 1            | 3                | 0            |   |   |           |                  |           |           |           |   |   |        |        |        |        |        |        |        |
|  | 2            | Erzeni            | 1            | 3                | 0            |   |   |           |                  |           |           |           |   |   |        |        |        |        |        |        |        |
|  |              |                   | 3            | Tirana           | 3            | 2 | 3 |           |                  |           |           |           |   |   |        |        |        |        |        |        |        |
|  | 3            | Tirana            | 3            | Tirana           | 3            | 2 | 3 | 3         | 3                |           |           |           |   |   |        |        |        |        |        |        |        |
|  | 3            | Tirana            |              |                  |              |   |   |           |                  |           |           |           |   |   |        |        |        |        |        |        |        |
|  | 6            | Skënderbeu Korcza | 0            | 0                |              |   |   |           |                  |           |           |           |   |   |        |        |        |        |        |        |        |
|  | 6            | Skënderbeu Korcza | 0            | 0                |              |   |   |           |                  |           |           |           |   |   |        |        |        |        |        |        |        |

### Ćwierćfinały
Format: do dwóch zwycięstw
| Data                 | Godz.                | Gospodarz            | Rezultat                                | Gość                  | Widzów                |
| -------------------- | -------------------- | -------------------- | --------------------------------------- | --------------------- | --------------------- |
| Tirana (3)           | Tirana (3)           | Tirana (3)           | 2 – 0                                   | (6) Skënderbeu Korcza | (6) Skënderbeu Korcza |
| 3.04.2024            | 16:00                | Tirana               | 3:0 (25:19, 26:24, 25:20)               | Skënderbeu Korcza     | bd.                   |
| 6.04.2024            | 15:00                | Skënderbeu Korcza    | 0:3 (22:25, 19:25, 16:25)               | Tirana                | 100                   |
| Vllaznia Szkodra (4) | Vllaznia Szkodra (4) | Vllaznia Szkodra (4) | 2 – 1                                   | (5) Studenti Tirana   | (5) Studenti Tirana   |
| 3.04.2024            | 18:00                | Vllaznia Szkodra     | 3:2 (21:25, 18:25, 26:24, 25:22, 15:13) | Studenti Tirana       | 232                   |
| 6.04.2024            | 20:00                | Studenti Tirana      | 3:1 (25:17, 25:12, 22:25, 25:16)        | Vllaznia Szkodra      | bd.                   |
| 9.04.2024            | 18:00                | Vllaznia Szkodra     | 3:0 (27:25, 25:23, 27:25)               | Studenti Tirana       | 232                   |

Źródło: 

### Półfinały
Format: do dwóch zwycięstw
| Data                 | Godz.                | Gospodarz            | Rezultat                                | Gość                 | Widzów               |
| -------------------- | -------------------- | -------------------- | --------------------------------------- | -------------------- | -------------------- |
| Partizani Tirana (1) | Partizani Tirana (1) | Partizani Tirana (1) | 2 – 0                                   | (4) Vllaznia Szkodra | (4) Vllaznia Szkodra |
| 12.04.2024           | 18:00                | Partizani Tirana     | 3:0 (25:20, 25:20, 25:20)               | Vllaznia Szkodra     | bd.                  |
| 15.04.2024           | 18:00                | Vllaznia Szkodra     | 1:3 (25:23, 15:25, 21:25, 17:25)        | Partizani Tirana     | 232                  |
| Erzeni (2)           | Erzeni (2)           | Erzeni (2)           | 1 – 2                                   | (3) Tirana           | (3) Tirana           |
| 12.04.2024           | 19:00                | Erzeni               | 1:3 (21:25, 22:25, 25:22, 17:25)        | Tirana               | 80                   |
| 15.04.2024           | 19:00                | Tirana               | 2:3 (23:25, 22:25, 25:17, 25:18, 13:15) | Erzeni               | bd.                  |
| 18.04.2024           | 19:00                | Erzeni               | 0:3 (15:25, 18:25, 12:25)               | Tirana               | 80                   |

Źródło: 

### Finały
Format: do trzech zwycięstw
| Data                 | Godz.                | Gospodarz            | Rezultat                                | Gość             | Widzów     |
| -------------------- | -------------------- | -------------------- | --------------------------------------- | ---------------- | ---------- |
| Partizani Tirana (1) | Partizani Tirana (1) | Partizani Tirana (1) | 3 – 2                                   | (3) Tirana       | (3) Tirana |
| 22.04.2024           | 18:00                | Partizani Tirana     | 1:3 (25:21, 20:25, 21:25, 24:26)        | Tirana           | bd.        |
| 25.04.2024           | 19:00                | Tirana               | 3:2 (25:23, 21:25, 18:25, 25:16, 15:12) | Partizani Tirana | bd.        |
| 28.04.2024           | 18:00                | Partizani Tirana     | 3:2 (25:21, 25:23, 21:25, 22:25, 16:14) | Tirana           | bd.        |
| 1.05.2024            | 19:00                | Tirana               | 0:3 (12:25, 19:25, 22:25)               | Partizani Tirana | bd.        |
| 4.05.2024            | 18:00                | Partizani Tirana     | 3:1 (25:16, 25:20, 15:25, 25:21)        | Tirana           | bd.        |

Źródło: 